# Koninklijke Football Club Moedige Duivels Halen

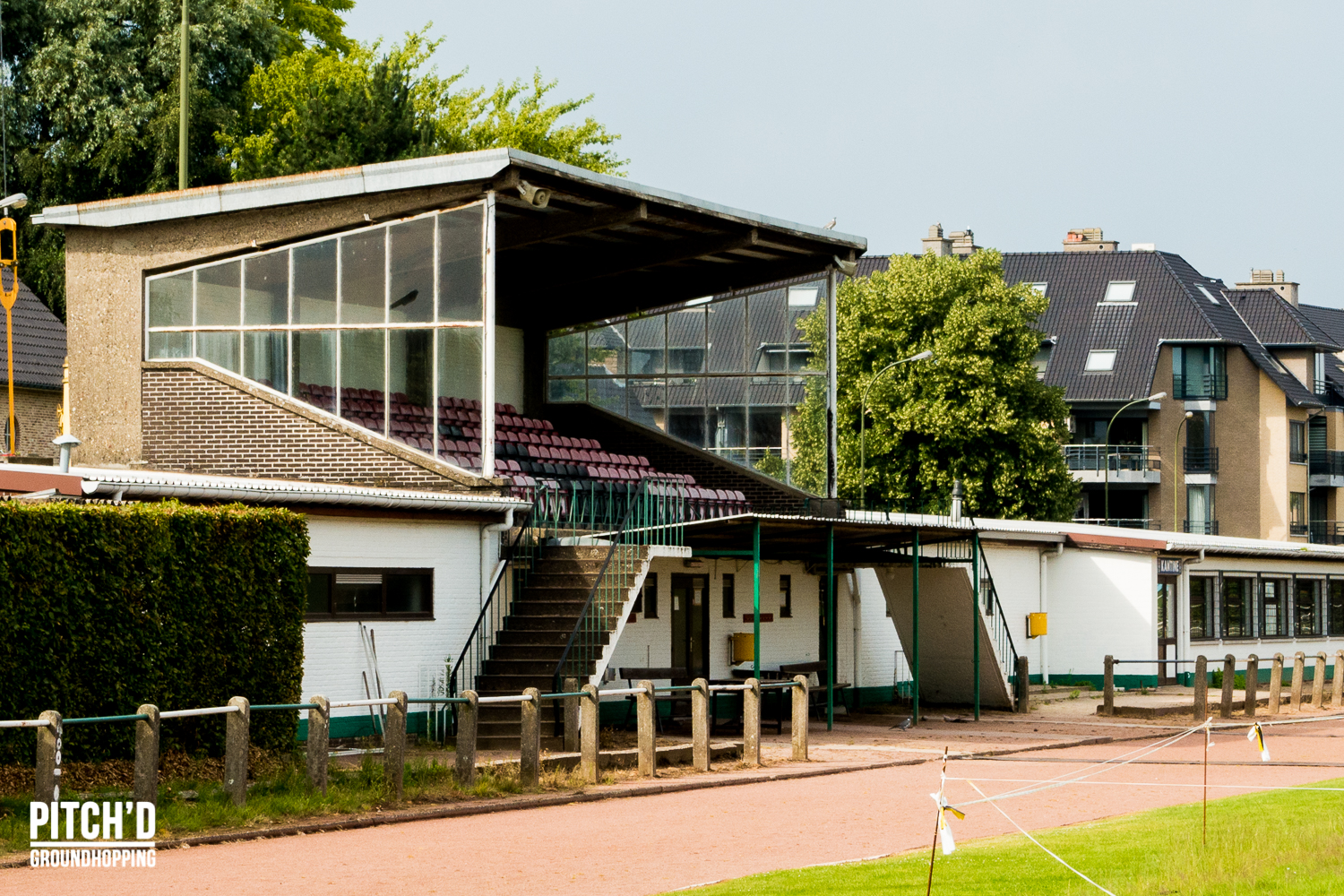
Sportcentrum De Koekoek in Halen

Koninklijke Football Club Moedige Duivels Halen is een Belgische voetbalclub uit Halen. De club is aangesloten bij de KBVB met stamnummer 1051 en heeft groen en wit als kleuren. De club speelde in haar bestaan vijf seizoenen in de nationale reeksen.

## Geschiedenis
In Halen speelden voor de Tweede Wereldoorlog twee voetbalclubs, namelijk Moedig Vooruit Haelen, dat zich op 24 augustus 1927 had aangesloten bij de Belgische Voetbalbond en stamnummer 1051 kreeg toegekend, en Groene Duivels Halen. Op 21 juli 1943 gingen beide clubs samen verder onder de naam Football Club Moedige Duivels Halen. Het ging niet om een officiële fusie voor de Belgische Voetbalbond, want de club bleef verder spelen onder stamnummer 1051 van Moedig Vooruit. Men speelde op dat moment in de derde regionale afdeling, toen het laagste niveau.
Na de oorlog promoveerde FC Moedige Duivels Halen. In 1955 werd de club koninklijk en de naam werd Koninklijk Football Club Moedige Duivels Halen (KMD Halen). In 1959 zakte men weer naar Derde Provinciale. Kort daarna kende de club echter een succesperiode. In 1961 werd men kampioen en promoveerde men weer naar Tweede Provinciale, waar men in 1962 meteen ook kampioen werd en zo doorstootte naar het hoogste provinciale niveau. Ook daar bleef men het goed doen en in 1965 werd men ook kampioen in Eerste Provinciale en zo promoveerde men voor het eerst naar de nationale reeksen.
KMD Halen kon zich enkele seizoenen handhaven in Vierde Klasse, tot men in 1970 op een degradatieplaats strandde en zo na vijf seizoenen nationaal voetbal weer naar de provinciale reeksen zakte. Men kon niet meer terugkeren op het nationale niveau, en twee jaar later zakte men al verder naar Tweede Provinciale. De volgende decennia speelde men in Tweede en Derde Provinciale, tot men in 1989 even wegzakte naar Vierde Provinciale, het allerlaagste niveau. Dat verblijf was van korte duur, want na een seizoen keerde men alweer terug in Derde. De volgende decennia bleef men weer in Tweede en Derde Provinciale spelen.
In 2014-2015 kon de club via de eindronde terug promoveren naar 1e provinciale. Echter was na 1 seizoen de degradatie al onvermijdelijk.

Het zelfde scenario werd herhaald in 2019/20. 
Na nog 2 seizoenen in 2e Provinciale werd er in Augustus 2022 geen eerste elftal meer in competitie gebracht. De ploeg blijft bestaan, maar komt alleen uit in de jeugdreeksen.

## Resultaten
| Seizoen | Klasse | Klasse | Klasse | Klasse | Klasse | Klasse | Klasse | Klasse | Klasse | Reeks                                                    | Punten                                                   | Opmerkingen |
|         | I      | I      | II     | III    | IV     | P.I    | P.II   | P.III  | P.IV   |                                                          |                                                          | |
| ------- | ------ | ------ | ------ | ------ | ------ | ------ | ------ | ------ | ------ | -------------------------------------------------------- | -------------------------------------------------------- | --- |
| 2004/05 |        |        |        |        |        |        | 12     |        |        | 2de prov. Lim. C                                         | 38                                                       | |
| 2005/06 |        |        |        |        |        |        | 7      |        |        | 2de prov. Lim. A                                         | 43                                                       | |
| 2006/07 |        |        |        |        |        |        | 9      |        |        | 2de prov. Lim. A                                         | 39                                                       | |
| 2007/08 |        |        |        |        |        |        | 15     |        |        | 2de prov. Lim. B                                         | 31                                                       | |
| 2008/09 |        |        |        |        |        |        |        | 4      |        | 3de prov. Lim. C                                         | 56                                                       | Verloren in eindronde |
| 2009/10 |        |        |        |        |        |        |        | 4      |        | 3de prov. Lim. A                                         | 56                                                       | Gewonnen in eerste promotie-eindronde tegen Kadijk SK (3-2 in tot.). Verloren in tweede ronde na penalty's tegen Lanaken VV (2-2 in tot.)                                                                  |
| 2010/11 |        |        |        |        |        |        |        | 2      |        | 3de prov. Lim. C                                         | 69                                                       | Verloren in eerste ronde tegen KFC Flandria Paal (1-6 in tot.) |
| 2011/12 |        |        |        |        |        |        |        | 1      |        | 3de prov. Lim. C                                         | 56                                                       | |
| 2012/13 |        |        |        |        |        |        | 11     |        |        | 2de prov. Lim. B                                         | 38                                                       | |
| 2013/14 |        |        |        |        |        |        | 2      |        |        | 2de prov. Lim. B                                         | 55                                                       | Gewonnen in eerste promotie-eindronde tegen SV Herkol (6-2 in tot.). Verloren in tweede ronde tegen KHIH Hoepertingen (4-7 in tot.). Ook verloren in troostfinale tegen KV Heur VV (5-6 in tot.)           |
| 2014/15 |        |        |        |        |        |        | 4      |        |        | 2de prov. Lim. B                                         | 49                                                       | Gewonnen in eerste promotie-eindronde tegen Melo Zonhoven (4-1 in tot.). Gewonnen in tweede ronde tegen Sporting Grote-Heide Neerpelt (4-3 in tot.). Gewonenn in derde ronde tegen FC Landen (3-3 in tot.) |
| 2015/16 |        |        |        |        |        | 16     |        |        |        | 1ste prov. Lim.                                          | 17                                                       | |
|         | 1A     | 1B     | 1Am    | 2Am    | 3Am    | P.I    | P.II   | P.III  | P.IV   | Vanaf 2016-17 zijn er 3 nationale en 2 regionale niveaus | Vanaf 2016-17 zijn er 3 nationale en 2 regionale niveaus | Vanaf 2016-17 zijn er 3 nationale en 2 regionale niveaus |
| 2016/17 |        |        |        |        |        |        | 3      |        |        | 2de prov. Lim. A                                         | 57                                                       | Verloren in eerste promotie-eindronde tegen KEWS Schoonbeek-Beverst (3-4 in tot.) |
| 2017/18 |        |        |        |        |        |        | 10     |        |        | 2de prov. Lim. B                                         | 38                                                       | |
| 2018/19 |        |        |        |        |        |        | 2      |        |        | 2de prov. Lim. B                                         | 60                                                       | Gewonnen in eerste promotie-eindronde tegen KRC Peer (5-2 in tot.). Gewonnen in tweede ronde tegen KFC Hamont 99 (4-3 in tot.).                                                                            |
| 2019/20 |        |        |        |        |        | 15     |        |        |        | 1ste prov. Lim.                                          | 22                                                       | Vroegtijdig stopgezet wegens de Coronacrisis. |
| 2020/21 |        |        |        |        |        |        |        |        |        | 2de prov. Lim. B                                         |                                                          | Geschrapt wegens de Coronacrisis. |
| 2021/22 |        |        |        |        |        |        | 16     |        |        | 2de prov. Lim. A                                         | 5                                                        | |
| 2022/23 |        |        |        |        |        |        |        |        |        |                                                          |                                                          | Geen eerste ploeg in competitie gebracht |
| 2023/24 |        |        |        |        |        |        |        |        |        |                                                          |                                                          | Geen eerste ploeg in competitie gebracht |
| 2024/25 |        |        |        |        |        |        |        |        | 8      | 4de prov. Lim. A                                         | 51                                                       | Herstart met eerste ploeg in Vierde Provinciale |
| 2025/26 |        |        |        |        |        |        |        |        |        | 4de prov. Lim. A                                         |                                                          | |